# Jim Beaver

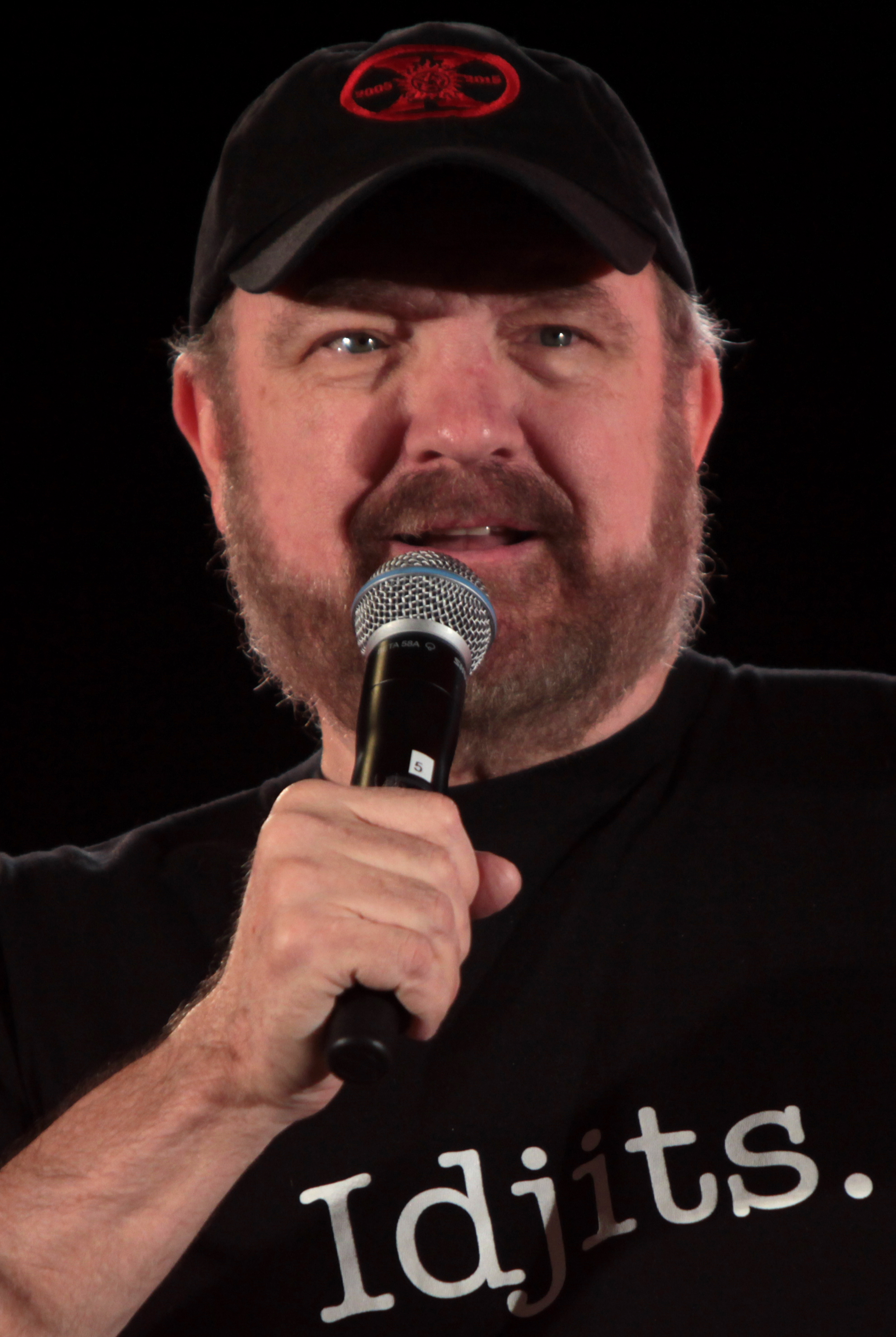
Jim Beaver (2015)

James „Jim“ Norman Beaver jr. (* 12. August 1950 in Laramie, Wyoming) ist ein US-amerikanischer Schauspieler, Drehbuchautor und Filmhistoriker. Am bekanntesten ist er durch seine Rolle als Goldschürfer Ellsworth im HBO-Western-Drama Deadwood. Er spielte eine wiederkehrende Nebenrolle in der The-CW-Serie Supernatural.

## Leben
Jim Beaver ist der Sohn von Dorothy Addel und James Norman Beaver Sr. Er besuchte die Irving High School bis 1967 und ging 1969 zur Fort Worth Christian Academy, wo er seinen Collegeabschluss machte. Obwohl er schon zur Grundschulzeit an einigen Theaterstücken teilnahm, zeigte er kein Interesse an einer Schauspielkarriere, äußerte aber den Wunsch, später einmal Schriftsteller oder Autor zu werden.
Nachdem Beaver nach seinem High-School-Abschluss den Marines beigetreten war, ging er nach dem Ende seiner Dienstzeit zur Oklahoma Christian University, wo sein Interesse am Theater aufkam und er auch seine erste kleine Rolle im Stück The Miracle Worker spielte. Seine erste professionelle Theaterrolle spielte er dann 1972 im Stück Regen von William Somerset Maugham. Es folgten danach viele kleine Rollen in Filmen wie Sister Act – Eine himmlische Karriere, Sliver und Das Leben des David Gale.
Seine bekannteste Rolle ist jedoch die des Goldschürfers Whitney Ellsworth in der HBO-Serie Deadwood, in der Beaver für eine der Hauptrollen gecastet wurde. Außerdem spielte er die Rolle des Bobby Singer in der Mystery-Serie Supernatural und die Rolle des Sheriffs in der Serie Harper’s Island. Des Weiteren arbeitet er auch als Filmautor für verschiedene Serien.
Beaver war von 1989 bis zu ihrem Tod 2004 in zweiter Ehe mit der Schauspielerin Cecily Adams, der Tochter von Don Adams, verheiratet. Aus dieser Ehe ging 2001 eine Tochter hervor.

## Filmografie (Auswahl)

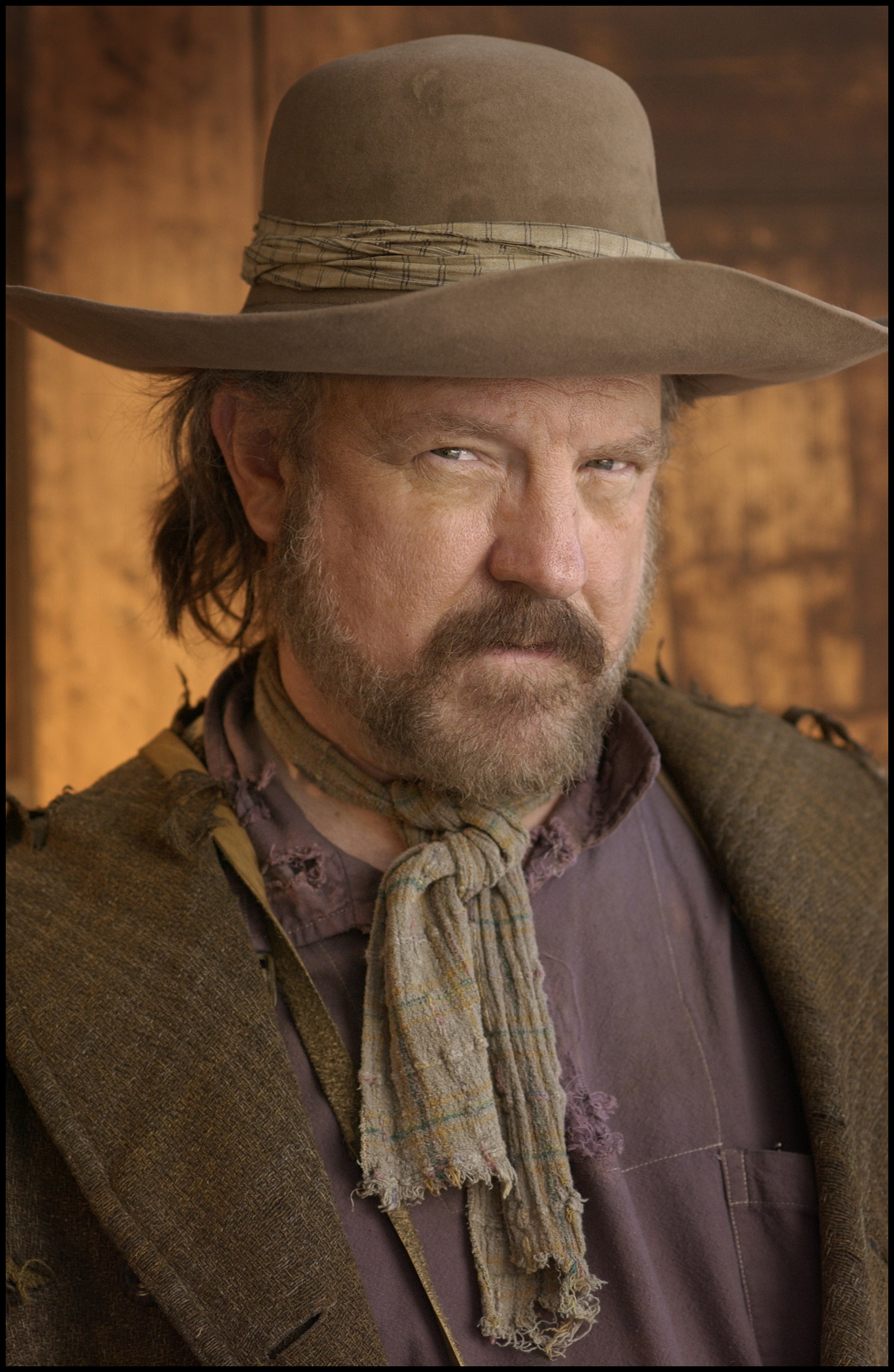
Jim Beaver in Deadwood (2005)

### Filme
- 1977: Zwei ausgebuffte Profis (Semi Tough)
- 1979: Dallas Cowboys Cheerleader
- 1983: Operation Osaka (Girls of the White Orchid)
- 1981: Nachtfalken (Nighthawks)
- 1987: Hollywood Shuffle
- 1988: Perry Mason und die Tote im See (The Case of the Lady in the Lake)
- 1988: Defense Play – Mörderische Spiele (Defense Play)
- 1989: Scott & Huutsch (Turner & Hooch)
- 1989: Zurück aus der Hölle (In Country)
- 1990: Follow Your Heart (Fernsehfilm)
- 1992: Sister Act – Eine himmlische Karriere (Sister Act)
- 1992: Rauchende Colts: Faustrecht des Westens (Gunsmoke: To the Last Man)
- 1993: Rauchende Colts: Der lange Ritt (Gunsmoke: The Long Ride)
- 1993: Sliver
- 1993: Geronimo – Eine Legende (Geronimo: An American Legend)
- 1994: Bad Girls
- 1997: Wounded
- 1998: Unsere verrückte Farm (At Sachem Farm)
- 2001: Joyride – Spritztour (Joy Ride)
- 2002: Adaption – Der Orchideen-Dieb (Adaptation.)
- 2003: Das Leben des David Gale (The Life of David Gale)
- 2005: The Wheelmen
- 2007: Next
- 2009: Dark and Stormy Night
- 2011: The Legend of Hell’s Gate: An American Conspiracy
- 2015: The Frontier
- 2015: Crimson Peak
- 2017: Billy Boy
- 2018: Hospitality
- 2020: Gunfight at Silver Creek
- 2020: Blindfire
- 2021: Nightmare Alley
- 2022: No More Time

### Fernsehserien
- 1978: Dallas (Folge 2x05)
- 1987: Jake und McCabe – Durch dick und dünn (Jake and the Fatman, Folge 1x02)
- 1988: Matlock (Folge 2x15)
- 1990: Ein gesegnetes Team (Father Dowling Mysteries, Folge 3x07)
- 1991–1992: California Clan (Santa Barbara, 5 Folgen)
- 1991–1993: Die Staatsanwältin und der Cop (Reasonable Doubts, 14 Folgen)
- 1993: Superman – Die Abenteuer von Lois & Clark (Lois & Clark: The New Adventures of Superman, Folge 1x04)
- 1994–1995: Thunder Alley (27 Folgen)
- 1995: Hör mal, wer da hämmert (Home Improvement, Folge 5x10)
- 1996–2004: Zeit der Sehnsucht (Days of Our Lives, 16 Folgen)
- 1997: New York Cops – NYPD Blue (NYPD Blue, Folge 4x15)
- 1998: Melrose Place (Folge 6x15)
- 1998: Pensacola – Flügel aus Stahl (Pensacola: Wings of Gold, Folge 1x15)
- 1999: Akte X – Die unheimlichen Fälle des FBI (The X Files, Folge 6x21)
- 1998–1999: Hinterm Mond gleich links (3rd Rock from the Sun, 7 Folgen)
- 1998–2001: Schatten der Leidenschaft (The Young and the Restless, 5 Folgen)
- 2001: Die wilden Siebziger (That ’70s Show, Folge 3x11)
- 2001: Star Trek: Enterprise (Enterprise, Folge 1x01)
- 2003: Six Feet Under – Gestorben wird immer (Six Feet Under, Folge 3x12)
- 2004: Monk (Folge 2x15)
- 2004–2006: Deadwood (34 Folgen)
- 2006: CSI: Vegas (CSI: Crime Scene Investigation, Folgen 7x04, 7x07)
- 2006–2013, 2015–2020: Supernatural (69 Folgen)
- 2007: John from Cincinnati (8 Folgen)
- 2007: Criminal Minds (Folge 3x07)
- 2009: Harper’s Island (11 Folgen)
- 2009: Psych (Folge 4x03)
- 2010: The Mentalist (Folge 3x05)
- 2010: Lie to Me (Folge 3x07)
- 2010: Law & Order: LA (Folge 1x01)
- 2011–2013: Justified (14 Folgen)
- 2011–2012: Breaking Bad (Folgen 4x02, 5x01)
- 2012: Dexter (Folge 7x10)
- 2013: Revolution (2 Folgen)
- 2013: Mike & Molly (Folgen 3x22–3x23)
- 2014: Navy CIS (Folge 12x05)
- 2016: Better Call Saul (Folgen 2x04, 2x10)
- 2016: Bones – Die Knochenjägerin (Bones, Folge 11x13)
- 2017: Navy CIS: New Orleans (NCIS: New Orleans, Folge 3x12)
- 2017: Timeless (Folgen 1x14–1x16)
- 2017: Criminal Minds: Beyond Borders (Folge 2x09)
- 2017: The Ranch (3 Folgen)
- seit 2019: The Boys
- 2019: Watchmen (Folge 1x02)
- 2020: Young Sheldon (Folge 3x13)
- 2021: B Positive (14 Folgen)
- 2023: The Winchesters (Folge 1x13)
- 2024: Outer Range (1 Folge)